# Eduardo Sánchez-Zúber
Eduardo Sánchez-Zúber (* 1961 in Mexiko-Stadt) ist ein mexikanischer Dirigent und Geiger.

## Leben
Sánchez-Zúber begann im Alter von sechs Jahren eine Violinausbildung. Seine Lehrer waren Ivo Valentí, Erika Kubaceck, Luz Vernova und auch Henryk Szeryng. An der Juilliard School setzte er die Ausbildung bei Dorothy DeLay fort und studierte Kammermusik bei Robert Mann. Parallel absolvierte er ein Philosophiestudium am Sarah Lawrence College in New York, wo er zugleich Assistent von Dorothy DeLay war.
1992 debütierte er als Dirigent mit dem Orquesta Sinfónica de Galicia in Spanien. Im gleichen Jahr wurde er Assistenzdirigent des Orquesta Sinfónica Nacional de México. Auf Einladung der Regierung des Bundesstaates Morelos gründete er 1995 das Orquesta de Cámara de Morelos, dessen Leitung er übernahm. 1997 wurde er musikalischer Direktor des Orquesta Juvenil de Xalapa und Leiter der vom Centro Nacional de las Artes veranstalteten Dirigentenkurse.
Nachdem er Orchester in Mexiko und Südamerika, Kuba, den USA, Spanien, Frankreich, Singapur und China dirigiert hatte, begann er 1998 als Stipendiat am Peabody Institute der Johns Hopkins University ein Postgraduierten- und Meisterstudium als Dirigent bei Gustav Meier.